# Bondoména
Bondoména, également orthographié Bondouména, est une localité située dans le département de Kampti de la province du Poni dans la région Sud-Ouest au Burkina Faso.

## Géographie
Bondoména est situé à environ 4 km au nord-ouest du centre de Kampti, le chef-lieu départemental, sur la route menant à Loropéni et à 2 km de la route nationale 12.

## Santé et éducation
Le centre de soins le plus proche de Bondoména est le centre médical de Kampti tandis que le centre hospitalier régional (CHR) de la province se trouve à Gaoua.